# El Riíto, Nayarit
El Riíto är en ort i Mexiko.   Den ligger i kommunen Huajicori och delstaten Nayarit, i den centrala delen av landet, 700 km nordväst om huvudstaden Mexico City. El Riíto ligger 1 161 meter över havet och antalet invånare är 314.
Terrängen runt El Riíto är kuperad söderut, men norrut är den bergig. Runt El Riíto är det mycket glesbefolkat, med 4 invånare per kvadratkilometer. Närmaste större samhälle är Huajicori, 15,4 km väster om El Riíto. I omgivningarna runt El Riíto växer huvudsakligen savannskog.